# Rjasan
Rjasan (russisch Ряза́нь; Ausspracheⓘ) ist eine russische Großstadt und zugleich Hauptstadt der Oblast Rjasan. Sie liegt rund 200 km südöstlich von Moskau am Fluss Oka. Die Stadt hat 520.509 Einwohner (Stand 2024).

## Stadtgliederung
| Stadtrajon (Gorodskoi Rajon) | Russischer Name | Einwohner 1. Januar 2006 | Bemerkung                                                     |
| ---------------------------- | --------------- | ------------------------ | ------------------------------------------------------------- |
| Moskowski                    | Московский      | 171.793                  | Name bedeutet Moskauer Rajon                                  |
| Oktjabrski                   | Октябрьский     | 132.205                  | Name von Oktjabr (Oktober, bezogen auf die Oktoberrevolution) |
| Schelesnodoroschny           | Железнодорожный | 136.888                  | Name von Schelesnaja Doroga (Eisenbahn)                       |
| Sowetski                     | Советский       | 072.375                  | Name bedeutet Sowjetischer Rajon                              |

Quelle: Staatliches Statistikamt der Russischen Föderation

## Klima
|                       | Jan   | Feb   | Mär  | Apr  | Mai  | Jun  | Jul  | Aug  | Sep  | Okt | Nov  | Dez  |   |     |
| Mittl. Tagesmax. (°C) | −7,0  | −5,4  | −0,1 | 10,7 | 19,5 | 22,9 | 24,2 | 23,0 | 16,4 | 8,7 | 0,8  | −4,1 | ⌀ | 9,2 |
| Mittl. Tagesmin. (°C) | −13,7 | −12,6 | −7,1 | 2,0  | 8,3  | 11,8 | 13,9 | 12,3 | 7,4  | 1,8 | −4,0 | −9,9 | ⌀ | 0,9 |
|                       |       |       |      |      |      |      |      |      |      |     |      |      |   |     |
| Niederschlag (mm)     | 33    | 26    | 26   | 36   | 42   | 65   | 83   | 60   | 48   | 48  | 45   | 41   | Σ | 553 |
|                       |       |       |      |      |      |      |      |      |      |     |      |      |   |     |
| Regentage (d)         | 9     | 7     | 7    | 7    | 7    | 9    | 10   | 8    | 8    | 9   | 10   | 10   | Σ | 101 |

| −13,7 |

| −12,6 |

| −7,1 |

| 2,0 |

| 8,3 |

| 11,8 |

| 13,9 |

| 12,3 |

| 7,4 |

| 1,8 |

| −4,0 |

| −9,9 |

| −13,7 |

| −12,6 |

| −7,1 |

| 2,0 |

| 8,3 |

| 11,8 |

| 13,9 |

| 12,3 |

| 7,4 |

| 1,8 |

| −4,0 |

| −9,9 |

## Geschichte
Die Geschichte Rjasans ist eigentlich die Geschichte mehrerer Städte.
Die Hauptstadt des Rjasaner Fürstentums lag ursprünglich ca. 50 Kilometer weiter südöstlich die Oka flussabwärts. An dieser Stelle befindet sich heute das Dorf Staraja Rjasan (Alt-Rjasan). Hier ließ Fürst Swjatoslaw Igorewitsch um 965 eine Festung errichten. Erst nach deren Verwüstung durch die Mongolen unter Batu Khan im Jahre 1237 wurde die Hauptstadt des Fürstentums im 14. Jahrhundert nach Perejaslawl verlagert. Diese Stadt war zuvor an der heutigen Stelle Rjasans entstanden. Beide lagen an der Oka und an wichtigen Handelsstraßen.
Es gibt keine amtliche Urkunde zur Stadterhebung Rjasans oder Perejaslawls. Der Name Rjasan taucht zum ersten Mal in einer Urkunde von 1096 auf, in der es um den Besuch der „Hohen Fürsten“ geht. Die Urkunde, die als Beleg für das 900-jährige Jubiläum des heutigen Rjasan diente, stammt aus dem Jahr 1095 (6603 nach byzantinischer Zeitrechnung) und bezieht sich auf den Bau der Sankt Nikolai-Kirche in Perejaslawl. Beide Orte besaßen jedoch wohl schon vorher das Stadtrecht.
Das Gebiet des heutigen Rjasan war seit dem 9. Jahrhundert ein Handelsplatz namens Wjatkow direkt an der Oka. Im 10. Jahrhundert wurde in einer Flussschleife eine Festung erbaut, später als obere Siedlung bezeichnet. Die mittelalterliche Stadt Perejaslawl begann ihre Entwicklung Ende des 11. Jahrhunderts als Domäne des Großfürsten Oleg († 1115), während im Lande offiziell sein junger Bruder der Großfürst Jaroslaw I. regierte. Er ließ etwa einen Kilometer von der oberen Siedlung entfernt eine weitere Festung, den heutigen Kreml, erbauen und nannte die entstehende Stadt Perejaslawl, oder auch Perejaslawl-Rjasanski zur Unterscheidung anderer gleichnamiger Städte. Diese nahm als Knotenpunkt bedeutender Handelsstraßen raschen Aufschwung. Die Stadt an sieben Flüssen wurde damals Durchgangsgebiet für Kaufleute und Pilger auf dem Weg nach Zentralasien (Persien, Chusistan) und ins Heilige Land.

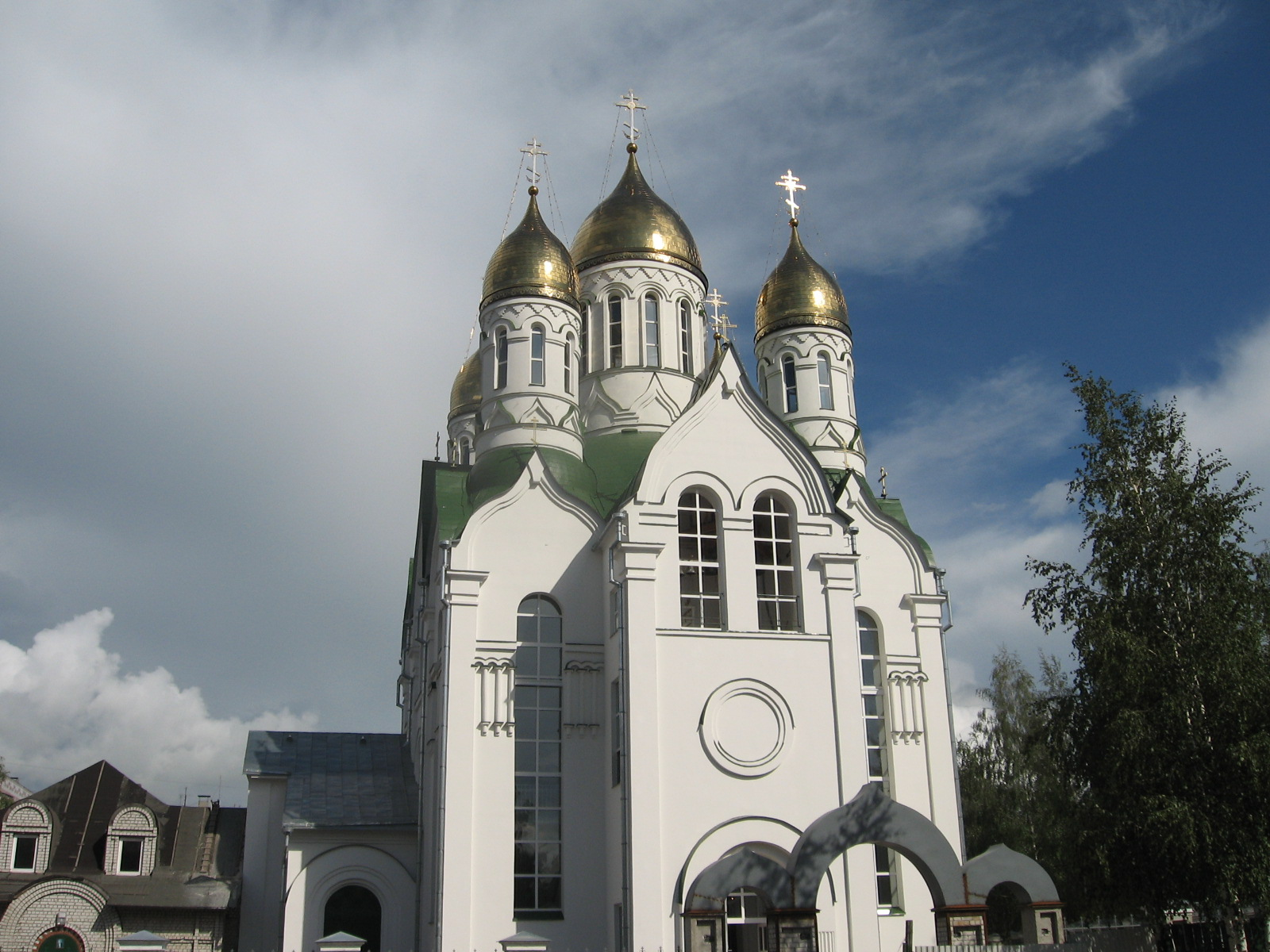
Alexander-Newski-Kirche in Rjasan

Der älteste Kirchenbau, die Sankt Nikolai-Kirche, bestand auch in dieser Zeit, er ist bereits 1095 urkundlich genannt. Diese Kirche bildete die geistige und örtliche Mitte in der damaligen Stadt. Der Bau ist heute nicht mehr erhalten, da er durch eine Feuersbrunst im Jahre 1611 zerstört wurde.
Um 1110 wurde Perejaslawl-Rjasanski zur „geistlichen Hauptstadt“, dem Bischofssitz der Rjasaner und Muromer Diözese. In der alten oberen Siedlung wurde die Bischofskathedrale, die Boris-und-Gleb-Kirche, gebaut. Dieser Stadtteil wurde daher fortan auch Borissow-Glebow genannt. Als Bischofs- und Fürstenresidenz festigte die Stadt ihre Bedeutung. In Perejaslawl standen die Großfürsten und auch der orthodoxe Klerus aber in Konkurrenz mit der so genannten slawischen Wetsche, der Versammlung der Stadtbevölkerung, die erst im 14. Jahrhundert aufgelöst wurde.
Den damaligen Glanz des Landes an der mittleren Oka schilderte in seinen Aufsätzen der Arabische Geograf Abu Hamid al-Gharnati, der zwischen 1150 und 1153 das Fürstentum besuchte.
Ein Streit wegen der alten Rjasaner Stadt Kolomna führte zu großen Spannungen mit den Herrschern der Kiewer Rus. 1176 begann der Krieg zwischen den Rjasaner Fürsten und dem Großfürsten Wsewolod III. Die Rjasaner Fürsten waren militärisch unterlegen. So wurde Perejaslawl-Rjasanski und die Vorstädte von den Truppen Wsewolods 1180 besetzt und gebrandschatzt. Die Beamten der Rjasaner Großfürsten und sogar der Bischof wurden gefangen genommen und nach Wladimir und Susdal verschleppt. Damit wurde die religiöse Unabhängigkeit des Fürstentums Rjasan für ungültig erklärt. Krieg und Verwüstung überzogen Rjasan. Erst 1212 stifteten die Großfürsten den „ewigen“ Frieden auf den Territorien zwischen der Oka und Wolga.
Der Rjasaner Großfürst Igor (nicht zu verwechseln mit dem Großfürsten der Kiewer Rus Igor II.) verstarb 1194 in Perejaslawl-Rjasanski.
Am Anfang des 13. Jahrhunderts begann eine kurze Blütezeit für das Rjasaner Fürstentum. Seine Hauptstadt Rjasan zählte damals ca. 15.000 Einwohner, Perejaslawl-Rjasanski hatte vermutlich etwa 2000 Einwohner.
Im Dezember 1237 erschienen im Zuge der mongolischen Invasion der Rus in den Südrjasaner Steppen die Truppen der Goldenen Horde unter Batu Khan. Nach einer großen Belagerung wurde die glanzvolle Fürstenhauptstadt Rjasan am 21. Dezember 1237 fast völlig dem Erdboden gleichgemacht. Viele Tausende von Menschen starben damals in der mit Flüchtlingen aus dem Steppenland überfüllten Stadt …: „Und weinte Rjasan über seine Kinder und konnte sich nicht trösten …“ Die Mongolenfeldzüge zertrümmerten die Kultur und die Staatsordnung des Landes. Als die letzten von den Mongolen geschlagenen Rjasaner Fürsten flohen, wurden fast alle Rjasaner Städte niedergebrannt.
Perejaslawl-Rjasanski wurde nicht zerstört, verlor allerdings ebenfalls stark an Bedeutung. Nach den Mongolenfeldzügen war Perejaslawl eine ausgeplünderte, erschöpfte Stadt, am Ende des 13. Jahrhunderts erstarkte sie wieder. Im Jahre 1285 erhob der Erzbischof Wassili Perejaslawl-Rjasanski erneut zur Bischofshauptstadt. Zehn Jahre später wurde er hier, in seiner Kirche zu den heiligen Fürsten Boris und Gleb, begraben. Spätestens ab dieser Zeit ist davon auszugehen, dass Perejaslawl-Rjasanski, Borissow-Glebow und der alte Handelsplatz Wjatkow zu einer Stadt verschmolzen. Das alte Rjasan wurde von den Rjasaner Fürsten nicht wieder aufgebaut. Der Rurikiden-Großfürst Konstantin Romanowitsch (ca. 1265–1305) erkor Perejaslawl-Rjasanski 1300 zum Herrschersitz seiner Dynastie.

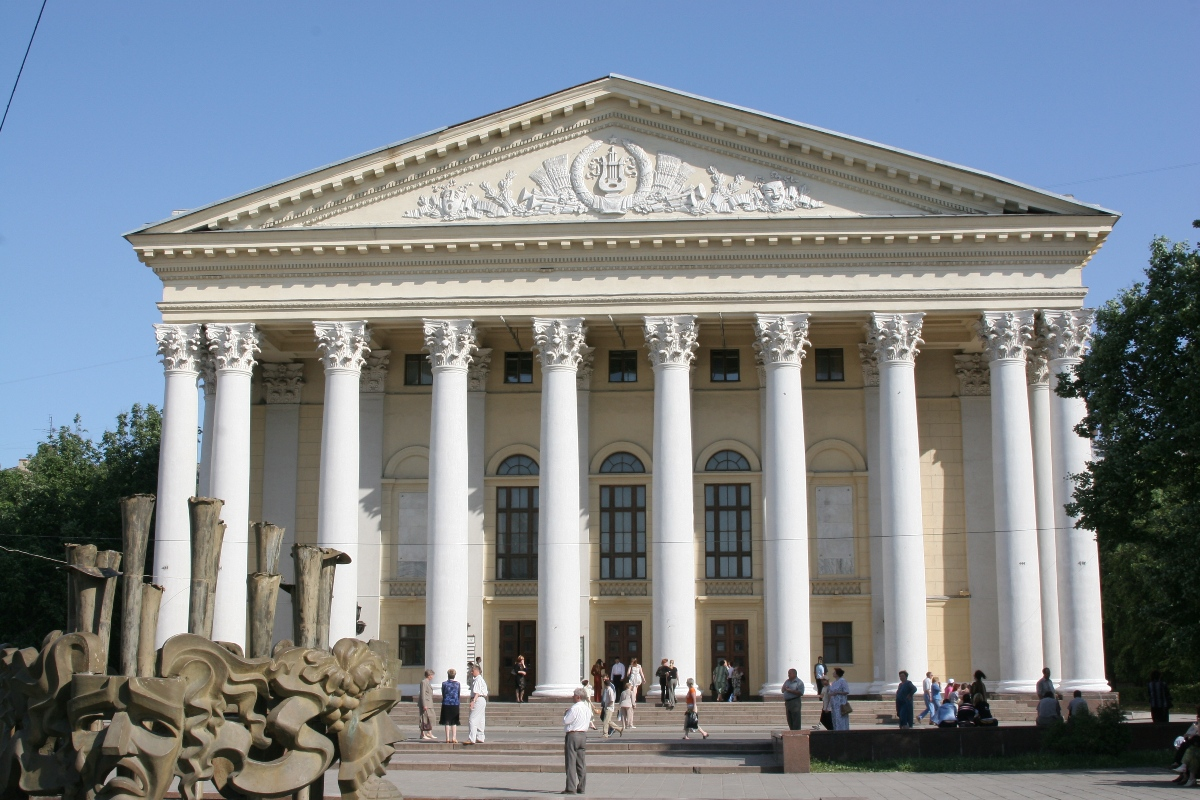
Drama-Theater in Rjasan

Im 14. und 15. Jahrhundert erlebte die Stadt eine politische und kulturelle Blütezeit unter dem Großfürsten Oleg Iwanowitsch (1340–1402), auch Oleg Rjasanski genannt. Die Stadt war Zentrum weltlicher und kirchlicher Macht. Der Kreml wurde zur größten Zitadelle im gesamten Südrussland. Allerdings wurde der Einfluss des nahen Moskau immer stärker und 1521 kam die Stadt mit dem ganzen Fürstentum unter Moskauer Herrschaft.
Im Jahre 1778 erklärte Katharina II. die Stadt zur Hauptstadt der Rjasaner Statthalterschaft und nannte sie in Rjasan um. 1796 wurde sie zur Hauptstadt des gleichnamigen Gouvernements. Gegen Ende des 18. Jahrhunderts war Rjasan somit zu einer Handels- und Verwaltungsstadt geworden.
Die Industrialisierung konnte sich in den 1940er Jahren in großem Umfang entwickeln, da die Stadt während des Zweiten Weltkriegs nicht von den deutschen Invasoren eingenommen worden war. In Rjasan bestand das Kriegsgefangenenlager 178, ab Sommer 1946 in Lager 454 umbenannt, für deutsche Kriegsgefangene des Zweiten Weltkriegs. Schwer Erkrankte wurden im Kriegsgefangenenhospital 5963 versorgt.

### Bevölkerungsentwicklung
| Jahr | Einwohner |
| ---- | --------- |
| 1897 | 046.122   |
| 1939 | 095.357   |
| 1959 | 214.130   |
| 1970 | 350.151   |
| 1979 | 453.267   |
| 1989 | 514.638   |
| 2002 | 521.560   |
| 2010 | 524.927   |

Anmerkung: Volkszählungsdaten

### Religionen

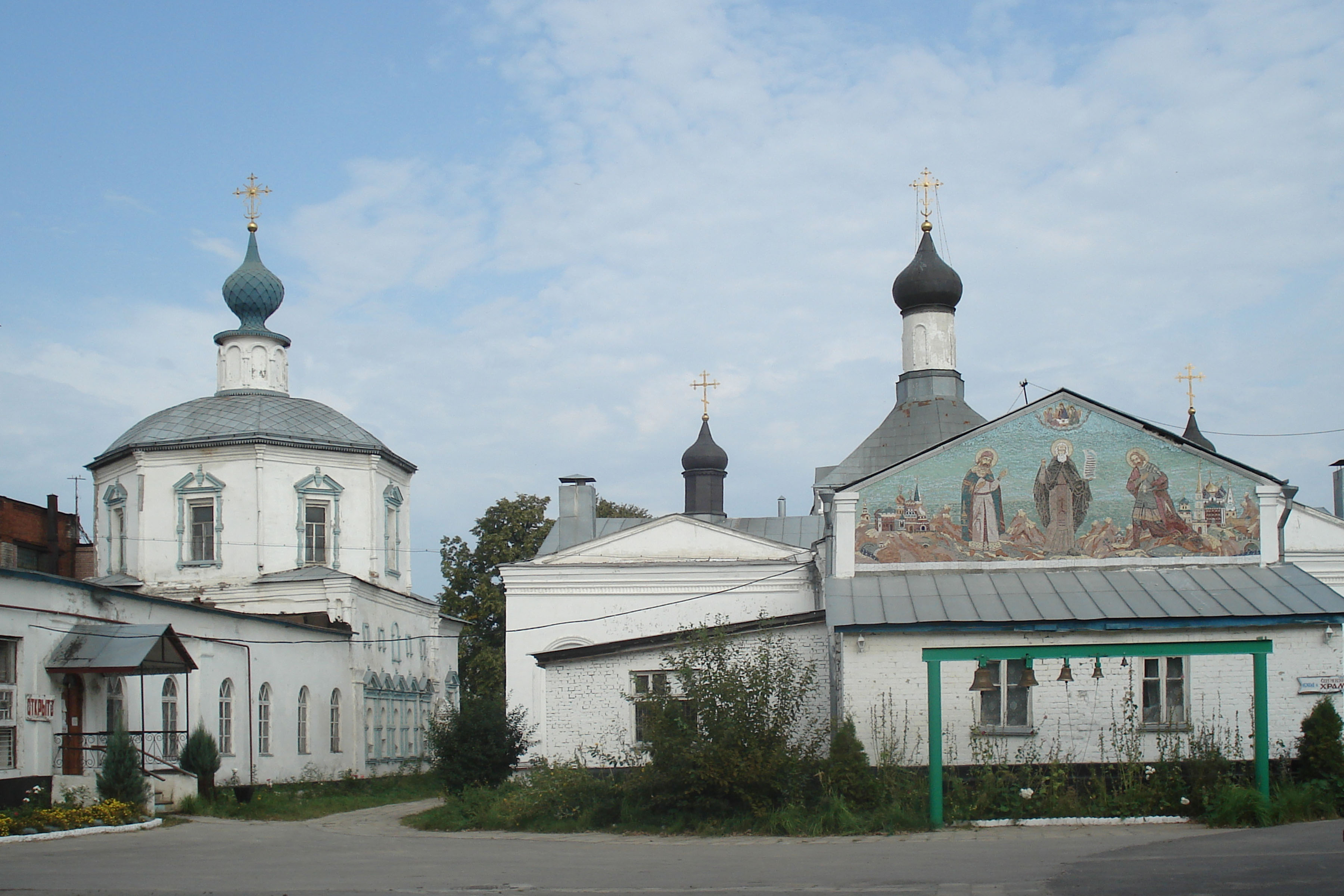
Russisch-orthodoxes Männerkloster in Rjasan

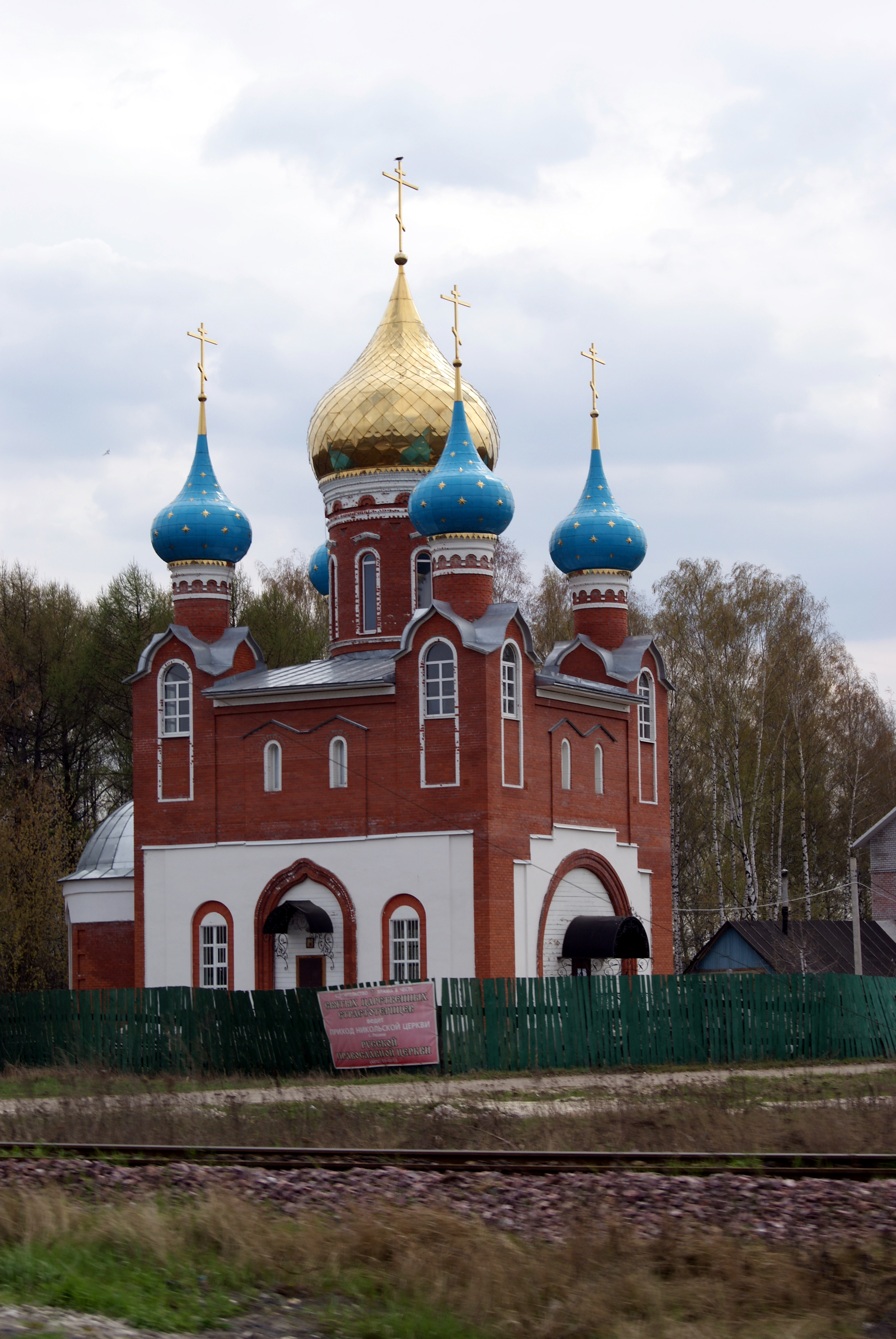
Russisch-orthodoxe Kirche zu Ehren der Zarenfamilie

Rjasan ist das Zentrum der russisch-orthodoxen Rjasaner Eparchie. Auf dem Gebiet der Stadt befinden sich einige Dutzend russisch-orthodoxe Kirchen und Klöster, unter anderem das Kasaner Kloster (Rjasan). Die Altorthodoxen verfügen ebenfalls über eine eigene Kirche.
Daneben gibt es drei Bethäuser der Evangeliums-Christen. Über eigene Einrichtungen verfügen auch die Siebenten-Tags-Adventisten, die Pfingstler und die Zeugen Jehovas.
Die katholische Kirche wurde nach der Revolution enteignet und steht seitdem leer. Die Rjasaner Katholiken setzen sich jedoch für die Reaktivierung der Kirche ein.

## Sehenswürdigkeiten

### Kreml

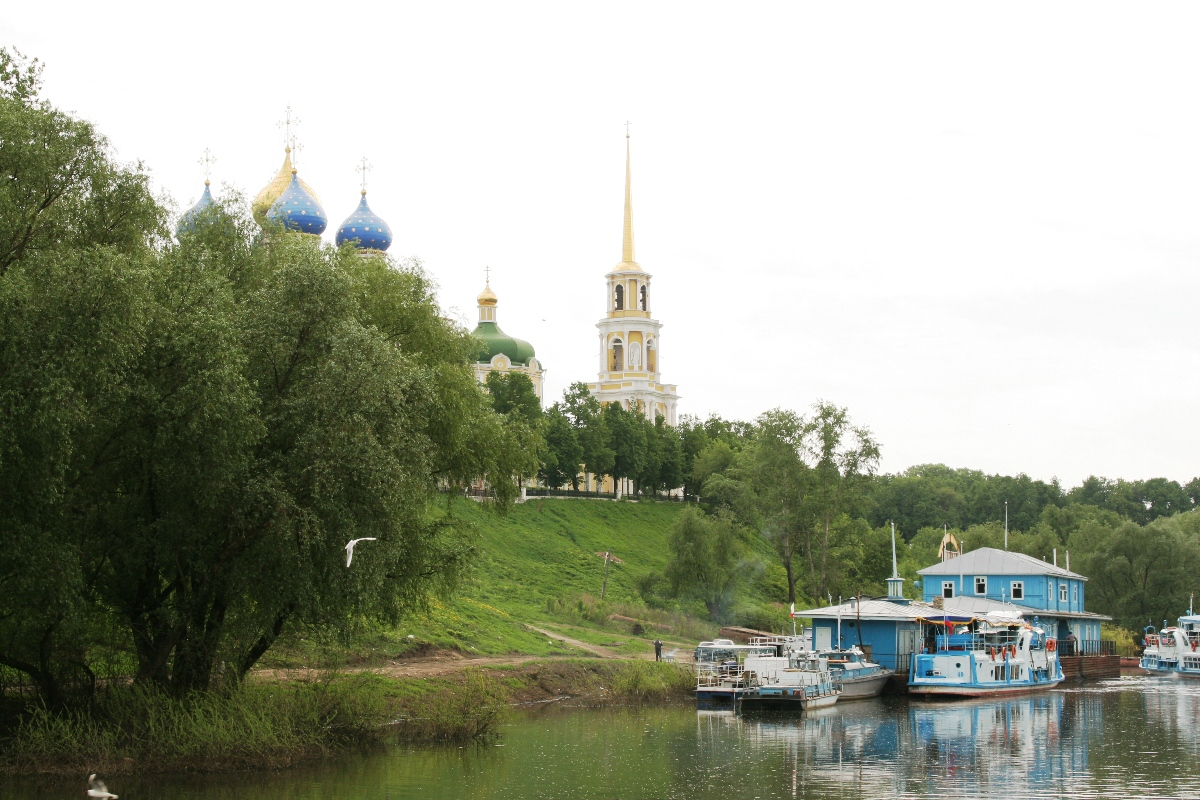
Rjasaner Kreml und Fluss Trubesch

Es gibt in der Stadt zahlreiche Sehenswürdigkeiten. Der Kern der Stadt ist der Kreml, dessen Geschichte bis 1095 zurückreicht aber auch die Alte Zitadelle um Borissow-Glebow. Markanter Punkt ist die prächtige Uspenski-Kathedrale aus den Jahren 1693–1699 mit einer Fläche von 1600 Quadratmeter und einer Höhe von 72 Metern. Die gewaltige Ikonostase der Kathedrale hat eine Höhe von 27 Meter. Das Palais Olegs war die Residenz des Bischofs. Der Glockenturm (1789–1840), fertiggestellt von den beiden Architekten Konstantin Thon und Andrei Woronichin, erhebt sich in 89 Metern Höhe; mit seiner kaisergelben klassizistischen Architektur ist er von allen Punkten der Stadt zu sehen.
Die Stadt verfügt über ein bedeutendes Opernhaus, eine Philharmonie und zahlreiche weitere Kirchen, Klöster und andere architektonische Attraktionen.

## Städtepartnerschaften
Rjasan unterhält Partnerschaften mit folgenden Städten:
- Lowetsch, Bulgarien, seit 1964
- Münster, Deutschland, seit 1989 (wegen des russischen Angriffskriegs auf die Ukraine jedoch seit Frühjahr 2022 eingeschränkt)[5]
- Bressuire, Frankreich, seit 1997
- Xuzhou, Volksrepublik China, seit 1998
- Alessandria, Italien, seit 2006
- Achali Atoni, Abchasien (), seit 2008
- Ostrów Mazowiecka, Polen, seit 2008
- Brest, Belarus, seit 2014
- Genua, Italien, seit 2016

Quelle: Rjasan – Internationale Beziehungen
Darüber hinaus besteht auch mit folgenden Städten eine rege Zusammenarbeit:
- Kaesong, Nordkorea
- Kruševac, Serbien, seit 2000
- Omiš, Kroatien

## Wirtschaft und Infrastruktur
Heute ist Rjasan Verwaltungs- und Industriestadt. Zu den wichtigsten Wirtschaftszweigen zählen die Schwerindustrie und die Metallverarbeitung. Daneben haben zahlreiche Bildungsinstitutionen hier ihren Sitz, unter anderem das berühmte Institut der Luftlandetruppen. Die Rjasan Ölraffinerie ist der größte Arbeitgeber der Stadt. Diese wurde im Januar 2025 durch ukrainische Drohnenangriffe schwer beschädigt.

### Weiterführende Bildungseinrichtungen
- Staatliche Agrotechnologische Universität Rjasan
- Staatliche Medizinische Universität Rjasan
- Staatliche Fernmeldetechnische Universität Rjasan
- Staatliche Universität Rjasan

## Verkehr
Im 20. Jahrhundert war Rjasan über die Meschtschorskaja-Magistrale genannte Schmalspurbahn mit Wladimir verbunden.
Rjasan ist mit der russischen Hauptstadt Moskau per Eisenbahn und über die Fernstraße M5 verbunden. Hier endet die R132, die die Stadt über Tula und Kaluga mit Wjasma verbindet.

## Sport
Der 1955 gegründete Eishockeyverein HK Rjasan nimmt am Spielbetrieb der zweithöchsten russischen Spielklasse teil.
Die junge Frauenfußballmannschaft FK Rjasan WDW, die 1996 gegründet wurde, spielte 2001/02 in UEFA Women’s Champions League und erreichte das Viertelfinale. Der 1995 gegründete Fußballverein FK Rjasan vertritt die Stadt in der dritthöchsten russischen Spielklasse 2. Division.

## Söhne und Töchter der Stadt
- Maxim Newsorow (1762/1763–1827), Dichter und Publizist
- Wassili Daschkow (1819–1896), Ethnograph und Mäzen
- Jakow Polonski (1819–1898), Dichter, Schriftsteller und Librettist
- Wassili Berwi (1829–1918), Ökonom und Soziologe
- Alexei Koschewnikow (1836–1902), Neurologe und Psychiater
- Iwan Pawlow (1849–1936), Mediziner, Physiologe und Nobelpreisträger
- Alexander Mossolow (1854–1939), Generalleutnant[8][9]
- Andrei Markow (1856–1922), Mathematiker
- Konstantin Ziolkowski (1857–1935), Raketenpionier
- Wassili Ischewski (1863–1926), Metallurg und Hochschullehrer
- Wladimir Gulewitsch (1867–1933), Biochemiker
- Iwan Prokofjew (1877–1958), Brückenbau-Ingenieur und Hochschullehrer
- Andrei Archangelski (1879–1940), Geologe und Paläontologe
- Andrei Martynow (1879–1938), Paläontologe, Zoologe und Entomologe
- Nikolai Buchholz (1881–1943), Physiker und Hochschullehrer
- Lidija Fotijewa (1881–1975), Privatsekretärin Lenins
- Wassili Agapkin (1884–1964), Militärorchesterdirigent und Komponist
- Olga Moltschanowa (1886–1975), Ernährungsphysiologin und Hochschullehrerin
- Jelisaweta Soschkina (1889–1963), Geologin, Paläontologin und Hochschullehrerin
- Wladimir Krinski (1890–1971), Künstler und Architekt
- Iwan Kairow (1893–1978), sowjetischer Pädagoge und Präsident der Akademie der Pädagogischen Wissenschaften der RSFSR
- Sergei Krawkow (1893–1951), Physiologe
- Sergei Jessenin (1895–1925), Dichter
- Pawel Sarezki (1897–1971), Generalmajor
- Alexander Slepkow (1899–1937), Revolutionär
- Boris Assejew (1901–1965), Generalmajor[10]
- Erast Garin (1902–1980), Schauspieler und Regisseur[11]
- Wassili Slepkow (1902–1937), Biologe und Philosoph
- Wera Belizer (1903–1983), Ethnographin
- Wassili Schurawljow (1904–1987), Filmregisseur
- Wladimir Pugatschow (1911–1998), Mathematiker
- Serafim Birjukow (1913–1992), Generalleutnant
- Wladimir Glebow (1922–2012), Bildhauer und Hochschullehrer
- Wladimir Sewrjugin (1924–1998), Sportschütze
- Alla Ljowuschkina (1927–2020), Chirurgin
- Juri Cholopow (1932–2003), Musiktheoretiker
- Wiktor Baikow (* 1935), Leichtathlet[12]
- Walentina Cholopowa (1935–2025), Musikwissenschaftlerin
- Stanislaw Aljoschin (* 1941), Mathematiker, Informatiker und Hochschullehrer
- Witali Parchimowitsch (1943–1995), Sportschütze
- Paul Wiegmann (* 1952), russisch-US-amerikanischer theoretischer Physiker
- Antonina Machina (* 1958), Ruderin
- Sergei Djudjajew (* 1962), Ringer
- Alexander Pavlenko (* 1963), deutsch-russischer Illustrator und Trickfilmzeichner
- Maximilian Presnjakow (* 1968), Maler
- Andrej Mironow (* 1975), Maler
- Sachar Prilepin, Pseudonym von Jewgeni Nikolajewitsch Prilepin (* 1975), Schriftsteller, Redakteur, Nationalbolschewist
- Kirill Sossunow (* 1975), Leichtathlet
- Olga Kaliturina (* 1976), Hochspringerin
- Maria Kalmykowa (* 1978), Basketballspielerin
- Wladislaw Abaschin (* 1979), Schauspieler
- Alexei Liwenzow (* 1981), Tischtennisspieler
- Irina Meleschina (* 1982), Leichtathletin
- Alexander Markow (* 1985), Reitsportler[13][14]
- Anton Below (* 1986), Eishockeyspieler
- Artjom Kononjuk (* 1989), Kanute[15]
- Dmitri Andreikin (* 1990), Schachspieler
- Jewgeni Kobosew (* 1990), Fußballspieler[16]
- Ilja Malakow (* 1990), Theater- und Filmschauspieler
- Jana Lukonina (* 1993), rhythmische Sportgymnastin
- Oleg Gussew (* 1996), Kanute[17][18]
- Konstantin Kutschajew (* 1998), Fußballspieler
- Nikolai Titkow (* 2000), Fußballspieler
- Elizaveta Lazareva (* 2002), Fußballspielerin
- Alexandra Trussowa (* 2004), Eiskunstläuferin